# جون دبليو. برين
جون دبليو. برين (بالإنجليزية: John W. Breen)‏ هو لاعب كرة قدم أمريكية أمريكي، ولد في 9 مايو 1907 في ميلواكي في الولايات المتحدة، وتوفي في 9 فبراير 1984.